# Prefettura di Vakaga
La prefettura di Vakaga è una delle quattordici prefetture della Repubblica Centrafricana. Si trova nel centro-nord del paese, alla frontiera con il Ciad. La sua capitale è Birao. 